# Цикл женских турниров ITF 2011 (январь — март)
Цикл женских турниров ITF 2011 (англ. 2011 ITF Women's Circuit) — ежегодный женский тур профессиональных теннисистов, проводимый Международной федерацией тенниса.
Статья содержит результаты первой четверти года — с января по март.

## Расписание

### Легенда
| Призовой фонд |
| 100.000 USD   |
| 75.000 USD    |
| 50.000 USD    |
| 25.000 USD    |
| 10.000 USD    |

### Январь
| Дата начала | Турнир                                                 | Чемпионки (Счёт финала)                            | Финалистки                                |
| ----------- | ------------------------------------------------------ | -------------------------------------------------- | ----------------------------------------- |
| 3 января    | Сен-Мартен, Гваделупа $10,000 — Хард Турнир 2011       | Селин Каттанео 6-7(7) 6-4 7-6(6)                   | Лара Михел                                |
| 3 января    | Сен-Мартен, Гваделупа $10,000 — Хард Турнир 2011       | Элизабет Люмпкин Нина Мюних-Соегард 3-6 6-4 [10-3] | Селин Каттанео Лара Михел                 |
| 3 января    | Цюаньчжоу, Китай $50,000 — Хард Турнир 2011            | Лу Цзинцзин 3-6 7-6(2) 6-3                         | Стефани Форетц-Гакон                      |
| 3 января    | Цюаньчжоу, Китай $50,000 — Хард Турнир 2011            | Лю Ваньтин Сунь Шэннань 6-3 6-2                    | Юлия Бейгельзимер Оксана Калашникова      |
| 10 января   | Глазго, Великобритания $10,000 — Хард(i) Турнир 2011   | Ясмина Тинжич 6-2 6-2                              | Наоми Броуди                              |
| 10 января   | Глазго, Великобритания $10,000 — Хард(i) Турнир 2011   | Ульрикке Эйкери Изабелла Шиникова 6-4 6-4          | Теодора Мирчич Ясмина Тинжич              |
| 10 января   | Ле-Госье, Франция $10,000 — Хард Турнир 2011           | Гейл Бродски 6-3 2-6 6-2                           | Сачия Викери                              |
| 10 января   | Ле-Госье, Франция $10,000 — Хард Турнир 2011           | Аманда МакДауэлл Нина Мюних-Соегард 6-0 7-5        | Амандин Казо Ирина Рамьялизон             |
| 10 января   | Пинго, Китай $25,000 — Хард Турнир 2011                | Лу Цзинцзин 6-4 7-5                                | Татьяна Лужанская                         |
| 10 января   | Пинго, Китай $25,000 — Хард Турнир 2011                | Сюко Аояма Рика Фудзивара 6-4 6-3                  | Лю Ваньтин Сунь Шэннань                   |
| 10 января   | Плантейшн, США $25,000 — Грунт Турнир 2011             | Шэрон Фичмен 6-3 7-6(2)                            | Александра Каданцу                        |
| 10 января   | Плантейшн, США $25,000 — Грунт Турнир 2011             | Аша Ролле Машона Вашингтон 6-4 6-2                 | Кристина Фузано Ясмин Шнак                |
| 17 января   | Штутгарт, Германия $10,000 — Хард(i) Турнир 2011       | Яна Чепелова 6-4 6-4                               | Нина Цандер                               |
| 17 января   | Штутгарт, Германия $10,000 — Хард(i) Турнир 2011       | Даниэлла Хармсен Марина Мельниова 3-6 6-4 [14-12]  | Яна Чепелова Михаэла Похабова             |
| 17 января   | Таллин, Эстония $10,000 — Хард(i) Турнир 2011          | Михаэла Гончова 6-0 6-4                            | Катарина Негрин                           |
| 17 января   | Таллин, Эстония $10,000 — Хард(i) Турнир 2011          | Вероника Домагала Наталья Колат 6-1 6-0            | Янина Даришина Полина Родионова           |
| 17 января   | Рексем, Великобритания $10,000 — Хард(i) Турнир 2011   | Анна Фицпатрик 6-7(3) 6-3 7-5                      | Джада Уиндли                              |
| 17 января   | Рексем, Великобритания $10,000 — Хард(i) Турнир 2011   | Анна Фицпатрик Джада Уиндли 6-1 6-0                | Ульрикке Эйкери Никола Джордж             |
| 17 января   | Андрезье-Бутеон, Франция $25,000 — Хард(i) Турнир 2011 | Мона Бартель 6-3 3-6 6-4                           | Штефани Фогт                              |
| 17 января   | Андрезье-Бутеон, Франция $25,000 — Хард(i) Турнир 2011 | Дарья Юрак Валерия Савиных 6-3 7-6(0)              | Кики Бертенс Рихел Хогенкамп              |
| 17 января   | Лутц, США $25,000 — Грунт Турнир 2011                  | Лаура Зигемунд 6-7(4) 6-1 6-2                      | Джессика Пегула                           |
| 17 января   | Лутц, США $25,000 — Грунт Турнир 2011                  | Аша Ролле Машона Вашингтон 6-4 6-4                 | Габриэла Дабровски Шэрон Фичмен           |
| 17 января   | Музаффарнагар, Индия $25,000 — Трава Турнир 2011       | Тадея Маерич 6-2 5-7 6-2                           | Чжэн Сайсай                               |
| 17 января   | Музаффарнагар, Индия $25,000 — Трава Турнир 2011       | Рушми Чакраварти Пуяшри Венкатеша 3-6 6-4 [14-12]  | Мики Миямура Мари Танака                  |
| 24 января   | Таллин, Эстония $10,000 — Хард(i) Турнир 2011          | Анетт Контавейт 6-4 4-6 6-2                        | Зузана Лукнарова                          |
| 24 января   | Таллин, Эстония $10,000 — Хард(i) Турнир 2011          | Тамара Чурович Евгения Криворучко 7-6(8) 6-1       | Марет Ани Анетт Контавейт                 |
| 24 января   | Калькутта, Индия $10,000 — Грунт Турнир 2011           | Мари Танака 6-4 6-3                                | Далила Якупович                           |
| 24 января   | Калькутта, Индия $10,000 — Грунт Турнир 2011           | Николь Клерико Далила Якупович 6-3 6-1             | Анкита Райна Пуяшри Венкатеша             |
| 24 января   | Карст, Германия $10,000 — Ковёр(i) Турнир 2011         | Сара Гронерт 6-7(4) 7-6(5) 6-3                     | Анна Цая                                  |
| 24 января   | Карст, Германия $10,000 — Ковёр(i) Турнир 2011         | Никола Франкова Тереза Гладикова 7-6(8) 6-1        | Паула Каня Марина Мельникова              |
| 24 января   | Букараманга, Колумбия $10,000 — Грунт Турнир 2011      | Александрина Найденова 6-1 6-2                     | Юлиана Лисарасо                           |
| 24 января   | Букараманга, Колумбия $10,000 — Грунт Турнир 2011      | Каталина Кастаньо Вики Нуньес-Фуэнтес 7-6(3) 6-1   | Наталья Росси Зузана Злохова              |
| 24 января   | Гренобль, Франция $25,000 — Хард(i) Турнир 2011        | Марта Домаховска 6-4 6-4                           | Наоми Броуди                              |
| 24 января   | Гренобль, Франция $25,000 — Хард(i) Турнир 2011        | Стефани Коэн-Алоро Селима Сфар 6-1 6-3             | Ирина Курянович Орели Веди                |
| 31 января   | Коимбра, Португалия $10,000 — Хард Турнир 2011         | Росио де ла Торре-Санчес 7-5 4-0 — отказ           | Ким-Алице Грайдек                         |
| 31 января   | Коимбра, Португалия $10,000 — Хард Турнир 2011         | Ким-Алице Грайдек Барбара Собашкевич 7-6(1) 6-3    | Ульрикке Эйкери Арабела Фернандес-Рабенер |
| 31 января   | Мальорка, Испания $10,000 — Грунт Турнир 2011          | Екатерина Горгодзе 6-4 6-2                         | София Ковалец                             |
| 31 января   | Мальорка, Испания $10,000 — Грунт Турнир 2011          | Йера Кампос-Молина Алехандра Сала-Хусте 7-6(5) 6-4 | Яна Яндова Вивьен Юхасова                 |
| 31 января   | Берни, Австралия $25,000 — Хард Турнир 2011            | Эжени Бушар 6-4 6-3                                | Чжэн Сайсай                               |
| 31 января   | Берни, Австралия $25,000 — Хард Турнир 2011            | Нацуми Хамамура Эрика Такао 6-2 3-6 [10-7]         | Салли Пирс Оливия Роговска                |
| 31 января   | Рабат, Марокко $25,000 — Грунт Турнир 2011             | Нина Братчикова 3-6 6-4 6-1                        | Мария Жуан Кёлер                          |
| 31 января   | Рабат, Марокко $25,000 — Грунт Турнир 2011             | Ева Грдинова Карин Кнапп 6-4 6-1                   | Ивета Герлова Луция Кригсманнова          |
| 31 января   | Ранчо-Санта-Фе, США $25,000 — Хард Турнир 2011         | Мишель Ларшер де Бриту 3-6 6-4 6-1                 | Мэдисон Бренгл                            |
| 31 января   | Ранчо-Санта-Фе, США $25,000 — Хард Турнир 2011         | Джулия Дитти Мервана Югич-Салкич 6-0 6-2           | Сюко Аояма Рэми Тэдзука                   |
| 31 января   | Саттон, Великобритания $25,000 — Хард(i) Турнир 2011   | Кристина Младенович 6-3 1-6 6-2                    | Мона Бартель                              |
| 31 января   | Саттон, Великобритания $25,000 — Хард(i) Турнир 2011   | Эмма Лайне Мелани Саут 6-3 5-7 [10-8]              | Марта Домаховска Дарья Юрак               |

### Февраль
| Дата начала | Турнир                                                                 | Чемпионки (Счёт финала)                               | Финалистки                            |
| ----------- | ---------------------------------------------------------------------- | ----------------------------------------------------- | ------------------------------------- |
| 7 февраля   | Анталия, Турция $10,000 — Грунт Турнир 2011                            | Каролина Пиллот 7-5 6-0                               | Беатрис Седермарк                     |
| 7 февраля   | Анталия, Турция $10,000 — Грунт Турнир 2011                            | Теодора Мирчич Марина Шамайко 6-4 6-4                 | Султан Гонен Анна Караваева           |
| 7 февраля   | Буэнос-Айрес, Аргентина $10,000 — Грунт Турнир 2011                    | Каталина Пелья 6-4 2-6 6-3                            | Майлен Ору                            |
| 7 февраля   | Буэнос-Айрес, Аргентина $10,000 — Грунт Турнир 2011                    | Вероника Сепеде Роиг Лусиана Сарменти 6-0 6-3         | Фернанда Брито Каталина Пелья         |
| 7 февраля   | Мальорка, Испания $10,000 — Грунт Турнир 2011                          | Лара Арруабаррена 6-1 6-2                             | Конни Перрен                          |
| 7 февраля   | Мальорка, Испания $10,000 — Грунт Турнир 2011                          | Даниэлла Хармсен Скарлетт Вернер 6-4 6-3              | Река-Луца Яни Конни Перрен            |
| 7 февраля   | Вале-ду-Лобу, Португалия $10,000 — Хард Турнир 2011                    | Алисон ван Эйтванк 6-4 4-6 6-2                        | Елица Костова                         |
| 7 февраля   | Вале-ду-Лобу, Португалия $10,000 — Хард Турнир 2011                    | Росио де ла Торре-Санчес Ольга Саес Ларра Без игры    | Ульрикке Эйкери Анна Фицпатрик        |
| 7 февраля   | Ранчо-Мираж, США $25,000 — Хард Турнир 2011                            | Эшли Вейнхольд 6-3 3-6 7-5                            | Кристина Плишкова                     |
| 7 февраля   | Ранчо-Мираж, США $25,000 — Хард Турнир 2011                            | Каролина Плишкова Кристина Плишкова 6-7(6) 6-1 [10-5] | Надежда Гуськова Сандра Заневска      |
| 7 февраля   | Стокгольм, Швеция $25,000 — Хард(i) Турнир 2011                        | Кристина Младенович 6-3 6-4                           | Аранча Рус                            |
| 7 февраля   | Стокгольм, Швеция $25,000 — Хард(i) Турнир 2011                        | Аранча Рус Анастасия Екимова 6-3 2-6 [10-8]           | Клер Фёэрстен Ксения Лыкина           |
| 7 февраля   | Dow Corning Tennis Classic Мидленд, США $100,000 — Хард(i) Турнир 2011 | Луция Градецкая 6-4 6-4                               | Ирина Фалькони                        |
| 7 февраля   | Dow Corning Tennis Classic Мидленд, США $100,000 — Хард(i) Турнир 2011 | Джейми Хэмптон Анна Татишвили Без игры                | Ирина Фалькони Алисон Риск            |
| 7 февраля   | Copa Bionaire Кали, Колумбия $100,000 — Грунт Турнир 2011              | Ирина-Камелия Бегу 6-3 7-6(1)                         | Лаура Поус Тио                        |
| 7 февраля   | Copa Bionaire Кали, Колумбия $100,000 — Грунт Турнир 2011              | Ирина-Камелия Бегу Елена Богдан 2-6 7-6(6) [11-9]     | Екатерина Иванова Катрин Вёрле        |
| 14 февраля  | Албуфейра, Португалия $10,000 — Хард Турнир 2011                       | Лесли Керкхове 3-6 7-5 6-2                            | Амра Садикович                        |
| 14 февраля  | Анталия, Турция $10,000 — Грунт Турнир 2011                            | Кристина Шаховец 6-4 6-1                              | Теодора Мирчич                        |
| 14 февраля  | Анталия, Турция $10,000 — Грунт Турнир 2011                            | Ирина Глимакова Полина Монова 6-3 6-3                 | Патрича Киря Валентина Сульпицио      |
| 14 февраля  | Аурангабад, Индия $10,000 — Грунт Турнир 2011                          | Влада Екшибарова 6-1 6-4                              | Варатчая Вонгтинчай                   |
| 14 февраля  | Аурангабад, Индия $10,000 — Грунт Турнир 2011                          | Варатчая Вонгтинчай Варуня Вонгтинчай 4-6 6-2 [10-6]  | Николь Клерико Мария Мазини           |
| 14 февраля  | Буэнос-Айрес, Аргентина $10,000 — Грунт Турнир 2011                    | Вероника Сепеде Роиг 4-1 — отказ                      | Наталья Росси                         |
| 14 февраля  | Буэнос-Айрес, Аргентина $10,000 — Грунт Турнир 2011                    | Вероника Сепеде Роиг Лусиана Сарменти 5-7 6-3 [10-7]  | Андреа Бенитес Татьяна Буа            |
| 14 февраля  | Лаймен, Германия $10,000 — Хард(i) Турнир 2011                         | Джойя Барбьери 6-4 6-2                                | Корина Перкович                       |
| 14 февраля  | Лаймен, Германия $10,000 — Хард(i) Турнир 2011                         | Мартина Борецкая Петра Крейсова 2-6 7-6(5) [10-4]     | Ким Килсдонк Николетта ван Эйтерт     |
| 14 февраля  | Мальорка, Испания $25,000 — Грунт Турнир 2011                          | Ирина Курянович 6-2 6-3                               | София Ковалец                         |
| 14 февраля  | Мальорка, Испания $25,000 — Грунт Турнир 2011                          | Ирина Бурячок Ирина Курянович 7-5 6-2                 | Ивета Герлова Луция Кригсманнова      |
| 14 февраля  | Сюрпрайз, США $25,000 — Хард Турнир 2011                               | Моника Пуиг 6-4 6-0                                   | Ленка Винерова                        |
| 14 февраля  | Сюрпрайз, США $25,000 — Хард Турнир 2011                               | Сюко Аояма Рэми Тэдзука 6-3 6-1                       | Мервана Югич-Салкич Татьяна Лужанская |
| 21 февраля  | Анталия, Турция $10,000 — Грунт Турнир 2011                            | Дия Евтимова 6-3 6-4                                  | Марион Го                             |
| 21 февраля  | Анталия, Турция $10,000 — Грунт Турнир 2011                            | Лянь Чэнь Тянь Жань 6-7(2) 7-5 [11-9]                 | Ольга Панова Марина Шамайко           |
| 21 февраля  | Мумбаи, Индия $10,000 — Хард Турнир 2011                               | Варатчая Вонгтинчай 2-6 6-4 6-1                       | Влада Екшибарова                      |
| 21 февраля  | Мумбаи, Индия $10,000 — Хард Турнир 2011                               | Канаэ Хисами Ли Тин 6-1 7-5                           | Хан Сон Хи Варатчая Вонгтинчай        |
| 21 февраля  | Портиман, Португалия $10,000 — Хард Турнир 2011                        | Ани Миячика 6-4 6-4                                   | Юстина Оцга                           |
| 21 февраля  | Портиман, Португалия $10,000 — Хард Турнир 2011                        | Ани Миячика Амра Садикович 6-1 7-6(4)                 | Ксения Господинова Деяна Райцкович    |
| 21 февраля  | Целль-на-Хармерсбахе, Германия $10,000 — Ковёр(i) Турнир 2011          | Нина Цандер 6-7(3) 7-5 6-1                            | Ева Грдинова                          |
| 21 февраля  | Целль-на-Хармерсбахе, Германия $10,000 — Ковёр(i) Турнир 2011          | Ким Килсдонк Николетта ван Эйтерт 7-5 6-4             | Лидия Морозова Светлана Пироженко     |
| 21 февраля  | Милдьюра, Австралия $25,000 — Трава Турнир 2011                        | Се Шувэй 6-1 6-2                                      | Кэти О`Брайен                         |
| 21 февраля  | Милдьюра, Австралия $25,000 — Трава Турнир 2011                        | Кейси Деллакква Оливия Роговска 4-6 7-6(6) [10-4]     | Рика Фудзивара Кумико Иидзима         |
| 28 февраля  | Анталия, Турция $10,000 — Грунт Турнир 2011                            | Кристина Дину 6-2 6-3                                 | Диана Энаке                           |
| 28 февраля  | Анталия, Турция $10,000 — Грунт Турнир 2011                            | Лянь Чэнь Тянь Жань 4-6 6-2 [10-6]                    | Дарья Юрак Катажина Кава              |
| 28 февраля  | Лион, Франция $10,000 — Хард(i) Турнир 2011                            | Анна-Джулия Ремондина 7-6(6) 6-3                      | Клер Фёэрстен                         |
| 28 февраля  | Лион, Франция $10,000 — Хард(i) Турнир 2011                            | Мария Абрамович София Квацабая 6-4 3-6 [10-5]         | Мартина Борецкая Петра Крейсова       |
| 28 февраля  | Хэммонд, США $25,000 — Хард Турнир 2011                                | Мэдисон Бренгл 6-3 6-3                                | Стефани Форетц-Гакон                  |
| 28 февраля  | Хэммонд, США $25,000 — Хард Турнир 2011                                | Джулия Дитти Кристина Фузано 6-3 6-3                  | Мервана Югич-Салкич Мелани Саут       |
| 28 февраля  | Сидней, Австралия $25,000 — Хард Турнир 2011                           | Юрика Сэма 6-4 5-7 7-6(2)                             | Рика Фудзивара                        |
| 28 февраля  | Сидней, Австралия $25,000 — Хард Турнир 2011                           | Кейси Деллакква Оливия Роговска 3-6 7-6(3) [10-4]     | Рика Фудзивара Кумико Иидзима         |

### Март
| Дата начала | Турнир                                                                                        | Чемпионки (Счёт финала)                                     | Финалистки                             |
| ----------- | --------------------------------------------------------------------------------------------- | ----------------------------------------------------------- | -------------------------------------- |
| 7 марта     | Анталия, Турция $10,000 — Грунт Турнир 2011                                                   | Бибиана Схофс 6-0 4-6 6-3                                   | Даниэлла Хармсен                       |
| 7 марта     | Анталия, Турция $10,000 — Грунт Турнир 2011                                                   | Даниэлла Хармсен Бибиана Схофс 6-3 7-5                      | Евгения Пашкова Мария Жаркова          |
| 7 марта     | Консепсьон, Чили $10,000 — Грунт Турнир 2011                                                  | Александрина Найденова 1-6 6-4 6-4                          | Андреа Бенитес                         |
| 7 марта     | Консепсьон, Чили $10,000 — Грунт Турнир 2011                                                  | Александра Хирш Аманда Макдауэлл 6-4 5-7 [10-8]             | Андреа Бенитес Барбара Руш             |
| 7 марта     | Дижон, Франция $10,000 — Хард(i) Турнир 2011                                                  | Алисон ван Эйтванк 6-2 6-3                                  | Клер Фёэрстен                          |
| 7 марта     | Дижон, Франция $10,000 — Хард(i) Турнир 2011                                                  | Мартина Борецкая Петра Крейсова 6-3 6-4                     | Мария Абрамович София Квацабая         |
| 7 марта     | Мадрид, Испания $10,000 — Грунт Турнир 2011                                                   | Лара Арруабаррена 6-4 6-2                                   | Летисия Костас-Морейра                 |
| 7 марта     | Мадрид, Испания $10,000 — Грунт Турнир 2011                                                   | Николь Клерико Летисия Костас-Морейра 6-0 6-1               | Эвелин Майр Джулия Майр                |
| 7 марта     | Клируотер, США $25,000 — Хард Турнир 2011                                                     | Айла Томлянович 7-6(3) 6-3                                  | Сесиль Каратанчева                     |
| 7 марта     | Клируотер, США $25,000 — Хард Турнир 2011                                                     | Кимберли Куц Лига Декмейере 6-1 6-4                         | Хейди Эль Табах Арина Родионова        |
| 7 марта     | Ирапуато, Мексика $25,000 — Хард Турнир 2011                                                  | Марина Эракович 7-5 6-4                                     | Андрея Клепач                          |
| 7 марта     | Ирапуато, Мексика $25,000 — Хард Турнир 2011                                                  | Тимея Бабош Йоханна Конта 6-3 6-4                           | Макалл Харкинс Николь Роттманн         |
| 14 марта    | Амьен, Франция $10,000 — Грунт Турнир 2011                                                    | Настасья Барнетт 2-6 6-1 6-4                                | Паула Канья                            |
| 14 марта    | Амьен, Франция $10,000 — Грунт Турнир 2011                                                    | Паула Канья Барбара Собашкевич 3-6 6-4 [10-6]               | Ивета Герлова Луция Кригсманнова       |
| 14 марта    | Анталия, Турция $10,000 — Грунт Турнир 2011                                                   | Кристина Дину 6-3 6-4                                       | Река-Луца Яни                          |
| 14 марта    | Анталия, Турция $10,000 — Грунт Турнир 2011                                                   | Пемра Озген Сандра Заневска 2-6 7-5 [10-7]                  | Река-Луца Яни Мартина Кубичикова       |
| 14 марта    | Бат, Великобритания $10,000 — Хард(i) Турнир 2011                                             | Марта Сироткина Без игры                                    | Джулия Гатто-Монтиконе                 |
| 14 марта    | Бат, Великобритания $10,000 — Хард(i) Турнир 2011                                             | Джулия Гатто-Монтиконе Анастасия Гримальская 6-4 2-6 [10-6] | Эмма Лайне Тара Мур                    |
| 14 марта    | Фелланден, Швейцария $10,000 — Ковёр(i) Турнир 2011                                           | Мириам Казанова 6-3 6-4                                     | Диана Марцинкевич                      |
| 14 марта    | Фелланден, Швейцария $10,000 — Ковёр(i) Турнир 2011                                           | Ксения Кнолль Амра Садикович 6-3 6-3                        | Далила Якупович Аня Прислан            |
| 14 марта    | Мадрид, Испания $10,000 — Грунт Турнир 2011                                                   | Джулия Майр 3-6 6-2 6-2                                     | Джулия Суссарелло                      |
| 14 марта    | Мадрид, Испания $10,000 — Грунт Турнир 2011                                                   | Эвелин Майр Джулия Майр 6-2 6-2                             | Лусия Сервера-Васкес Бенедетта Давато  |
| 14 марта    | Метепек, Мексика $10,000 — Хард Турнир 2011                                                   | Тельяна Перейра 6-4 6-4                                     | Аманда Финк                            |
| 14 марта    | Метепек, Мексика $10,000 — Хард Турнир 2011                                                   | Сурина де Бер Романа Теджакусума 6-2 6-4                    | Надя Абдала Виржини Аяссами            |
| 14 марта    | Миядзаки, Япония $10,000 — Ковёр Турнир 2011                                                  | Канаэ Хисами 6-3 6-1                                        | Эми Мутагути                           |
| 14 марта    | Миядзаки, Япония $10,000 — Ковёр Турнир 2011                                                  | Мари Иноуэ Аюми Ока 5-7 6-2 [10-8]                          | Тинами Оги Юки Танака                  |
| 14 марта    | Сантьяго, Чили $10,000 — Грунт Турнир 2011                                                    | Паула Ормаэчеа 6-2 7-6(4)                                   | Каталина Пелья                         |
| 14 марта    | Сантьяго, Чили $10,000 — Грунт Турнир 2011                                                    | Мария-Фернанда Алвес Паула Ормаэчеа 6-4 6-2                 | Барбара Руш Каролина Себальос          |
| 14 марта    | Санья, Китай $25,000 — Хард Турнир 2011                                                       | Чжан Лин 3-6 7-6(4) 6-2                                     | Ирина Бремон                           |
| 14 марта    | Санья, Китай $25,000 — Хард Турнир 2011                                                       | Ирина Бремон Ани Миячика 3-6 7-5 [12-10]                    | Рика Фудзивара Сюй Вэньсинь            |
| 14 марта    | Открытый чемпионат Багамских островов Нассау, Багамские острова $100,000+H — Хард Турнир 2011 | Анастасия Екимова 6-3 6-2                                   | Анжелика Кербер                        |
| 14 марта    | Открытый чемпионат Багамских островов Нассау, Багамские острова $100,000+H — Хард Турнир 2011 | Натали Грандин Владимира Углиржова 6-4 6-2                  | Ракель Копс-Джонс Абигейл Спирс        |
| 21 марта    | Анталия, Турция $10,000 — Грунт Турнир 2011                                                   | Река-Луца Яни 6-2 6-1                                       | Гарбинье Мугуруса Бланко               |
| 21 марта    | Анталия, Турция $10,000 — Грунт Турнир 2011                                                   | Илона Кремень Деми Схюрс 3-6 7-6(3) [10-8]                  | Мартина Гледачева Изабелла Шиникова    |
| 21 марта    | Гонесс, Франция $10,000 — Грунт(i) Турнир 2011                                                | Анна Шефер 7-5 6-1                                          | Анастасия Гримальска                   |
| 21 марта    | Гонесс, Франция $10,000 — Грунт(i) Турнир 2011                                                | Анастасия Гримальска Джола Барбьери 6-3 6-2                 | Лена-Мари Хофманн Скарлетт Вернер      |
| 21 марта    | Мадрид, Испания $10,000 — Грунт Турнир 2011                                                   | Эстрелья Кабеса-Кандела 6-3 6-2                             | Лаура-Иоана Андрей                     |
| 21 марта    | Мадрид, Испания $10,000 — Грунт Турнир 2011                                                   | Лусия Сервера-Васкес Бенедетта Давато 7-5 7-6(4)            | Каролина Косиньска Евгения Криворучко  |
| 21 марта    | Поса-Рика-де-Идальго, Мексика $10,000 — Хард Турнир 2011                                      | Мария-Фернанда Альварес-Теран 6-3 6-4                       | Романа Теджакусума                     |
| 21 марта    | Поса-Рика-де-Идальго, Мексика $10,000 — Хард Турнир 2011                                      | Макалл Харкинс Николь Роттманн 6-2 6-4                      | Фернанда Эрменежильду Тельяна Перейра  |
| 21 марта    | Ранкагуа, Чили $10,000 — Грунт Турнир 2011                                                    | Александрина Найденова 3-6 6-2 6-2                          | Каталина Пелья                         |
| 21 марта    | Ранкагуа, Чили $10,000 — Грунт Турнир 2011                                                    | Андреа Бенитес Ракель Пилтшер 7-6(5) 6-1                    | Белен Людуэна Даниэла Сегель           |
| 21 марта    | Бат, Великобритания $25,000 — Хард(i) Турнир 2011                                             | Штефани Фёгеле 6-7(3) 7-5 6-2                               | Марта Домаховска                       |
| 21 марта    | Бат, Великобритания $25,000 — Хард(i) Турнир 2011                                             | Тимея Бабош Энн Кремер 7-6(5) 6-2                           | Марта Домаховска Катажина Питер        |
| 21 марта    | Куньмин, Китай $25,000 — Хард Турнир 2011                                                     | Ирина Бремон 1-6 6-2 6-3                                    | Зарина Дияс                            |
| 21 марта    | Куньмин, Китай $25,000 — Хард Турнир 2011                                                     | Сюко Аояма Рика Фудзивара 6-3 6-2                           | Ирина Бурячок Вероника Капшай          |
| 21 марта    | Москва, Россия $25,000 — Хард(i) Турнир 2011                                                  | Людмила Киченок 6-2 6-0                                     | Дарья Гаврилова                        |
| 21 марта    | Москва, Россия $25,000 — Хард(i) Турнир 2011                                                  | Людмила Киченок Надежда Киченок 6-3 6-3                     | Александра Панова Ольга Панова         |
| 21 марта    | Наманган, Узбекистан $25,000 — Хард Турнир 2011                                               | Ясмина Тиньич 7-6(2) 2-6 7-6(5)                             | Екатерина Бычкова                      |
| 21 марта    | Наманган, Узбекистан $25,000 — Хард Турнир 2011                                               | Нигина Абдураимова Альбина Хабибулина 4-6 7-6(4) [10-8]     | Екатерина Бычкова Марина Шамайко       |
| 28 марта    | Анталия, Турция $10,000 — Грунт Турнир 2011                                                   | Екатерина Горгодзе 6-1 6-3                                  | Изабелла Шиникова                      |
| 28 марта    | Анталия, Турция $10,000 — Грунт Турнир 2011                                                   | Кристина Дину Андрея-Роксана Вайдяну 6-3 6-2                | Кристина Ганчарова Никола Горакова     |
| 28 марта    | Астана, Казахстан $10,000 — Хард(i) Турнир 2011                                               | Екатерина Яшина 6-7(6) 7-6(4) 6-4                           | Майя Гаверова                          |
| 28 марта    | Астана, Казахстан $10,000 — Хард(i) Турнир 2011                                               | Анастасия Пренко Екатерина Яшина 6-4 7-5                    | Надежда Горбачкова Екатерина Пушкарёва |
| 28 марта    | Нью-Дели, Индия $10,000 — Хард Турнир 2011                                                    | Селин Каттанео 6-1 6-4                                      | Нича Летпитаксинчай                    |
| 28 марта    | Нью-Дели, Индия $10,000 — Хард Турнир 2011                                                    | Аня Прислан Кира Шрофф 6-3 7-5                              | Стефани Хирш Ивонн Нойвирт             |
| 28 марта    | Рибейран-Прету, Бразилия $10,000 — Грунт Турнир 2011                                          | Ирина Хромачёва 6-1 6-3                                     | Виктория Малова                        |
| 28 марта    | Рибейран-Прету, Бразилия $10,000 — Грунт Турнир 2011                                          | Габриэла Се Ирина Хромачёва 6-2 6-4                         | Моника Альбукерке Исабела Миро         |
| 28 марта    | Буэнос-Айрес, Аргентина $25,000 — Грунт Турнир 2011                                           | Патриция Майр-Ахлайтнер 0-6 6-2 6-2                         | Флоренсия Молинеро                     |
| 28 марта    | Буэнос-Айрес, Аргентина $25,000 — Грунт Турнир 2011                                           | Мария-Фернанда Альварес-Теран Паула Ормаэчеа 4-6 7-5 [10-4] | Мария Иригойен Флоренсия Молинеро      |
| 28 марта    | Ипсвич, Австралия $25,000 — Грунт Турнир 2011                                                 | Салли Пирс 5-7 7-5 6-0                                      | Леся Цуренко                           |
| 28 марта    | Ипсвич, Австралия $25,000 — Грунт Турнир 2011                                                 | Кейси Деллакква Оливия Роговска 6-4 6-4                     | Мики Миямура Мари Танака               |
| 28 марта    | Пелем, США $25,000 — Грунт Турнир 2011                                                        | Марина Эракович 6-4 2-6 6-1                                 | Рената Ворачова                        |
| 28 марта    | Пелем, США $25,000 — Грунт Турнир 2011                                                        | Лига Декмейере Мари-Эв Пеллетье 2-6 6-4 [12-10]             | Кимберли Куц Хейди Эль Табах           |
| 28 марта    | Турнир Кончиты Мартинес Монсон, Испания $50,000 — Хард Турнир 2011                            | Петра Цетковская 5-7 6-4 6-2                                | Кирстен Флипкенс                       |
| 28 марта    | Турнир Кончиты Мартинес Монсон, Испания $50,000 — Хард Турнир 2011                            | Елена Бовина Валерия Савиных 6-1 2-6 [10-4]                 | Маргалита Чахнашвили Ивана Лисяк       |
| 28 марта    | Вэньшань, Китай $50,000 — Хард(i) Турнир 2011                                                 | Ирина Бремон 7-5 3-6 7-5                                    | Ани Миячика                            |
| 28 марта    | Вэньшань, Китай $50,000 — Хард(i) Турнир 2011                                                 | Сюко Аояма Рика Фудзивара 6-4 6-0                           | Лян Чэнь Тянь Жань                     |